# Potagua
Aktieselskabet Potagua var 1932-2005 det holdingselskab, hvorigennem familierne bag FLSmidth (Foss, Arnstedt, Kjær og Münter/Nissen) udøvede deres indflydelse. Potagua og FLSmidth ejede i en årrække aktier i hinanden, hvad der gjorde det sværere for udenforstående at gennemskue selskabernes egentlige værdi og medførte at familierne lettere kunne bevare deres indflydelse. I 2005 blev Potagua opløst efter at være spaltet i tre.

## Potagua FLS
Potagua FLS, som fik samme ejerkreds som Potagua, overtog Potaguas aktier i FLSmidth (45,49% af aktiekapitalen; 62,11% af stemmerne), og blev i 2006 fusioneret med FLSmidth.

## Potagua Højkol
Potagua Højkol fik Potaguas A-aktionærer som ejere, og overtog Potaguas aktier i Højkol.

## Potagua Kapital
Potagua Kapital blev ejet af Potaguas B-aktionærer, og overtog aktierne i NKT svarende til 20,35 procent af dette selskabs aktiekapital. Efter at have solgt disse aktier, trådte selskabet i solvent likvidation.